# Andorra op de Olympische Jeugdwinterspelen 2012
Andorra was een van de landen die deelnamen aan de Olympische Jeugdwinterspelen 2012 in Innsbruck, Oostenrijk. Joan Verdu Sanchez zorgde voor de eerste olympische medaille in de geschiedenis van Andorra.

## Medailleoverzicht
| Sport       | Olympiër           | Onderdeel   | Medaille |
| ----------- | ------------------ | ----------- | -------- |
| Alpineskiën | Joan Verdu Sanchez | super-g (m) | Brons    |

## Deelnemers en resultaten
(m) = mannen, (v) = vrouwen 

### Alpineskiën
| Olympiër           | Onderdeel           | Resultaat | Prestatie                        |
| ------------------ | ------------------- | --------- | -------------------------------- |
| Joan Verdu Sanchez | super g (m)         | Brons     | 1.04,65 (+0,20)                  |
| Joan Verdu Sanchez | supercombinatie (m) | -         | - (-) (1.04,58, DNF)             |
| Joan Verdu Sanchez | reuzenslalom (m)    | -         | - (-) (DNF, -)                   |
| Joan Verdu Sanchez | slalom (m)          | 8e        | 1.21,33 (2,97) (41,27, 40,06)    |
|                    |                     |           |                                  |
| Sara Ramentol      | super g (v)         | 16e       | 1.07,96 (+2,18)                  |
| Sara Ramentol      | supercombinatie (v) | 21e       | 1.49,28 (+8,48) (1.08,53, 40,75) |
| Sara Ramentol      | reuzenslalom (v)    | -         | - (-) (DSQ, -)                   |
| Sara Ramentol      | slalom (v)          | -         | - (-) (DNF, -)                   |

### Freestyleskiën
| Olympiër           | Onderdeel     | Resultaat | Prestatie                          |
| ------------------ | ------------- | --------- | ---------------------------------- |
| Ian Serra Carrillo | half pipe (m) | 13e       | niet gekwalificeerd voor de finale |

### Snowboarden
| Olympiër      | Onderdeel      | Resultaat | Prestatie                 |
| ------------- | -------------- | --------- | ------------------------- |
| Maeva Estevez | halfpipe (v)   | 14e       | Kwalificatie: 14e (15.00) |
| Maeva Estevez | slopestyle (v) | -         | Kwalificatie: DNS         |